# ドミトリー・アリップ
ドミトリー・アリップ（Dmitri Arhip、1988年12月12日 - ）は、ユナイテッド・ラグビー・チャンピオンシップ、カーディフ・ラグビーに所属するラグビー選手。

## プロフィール
- モルドバ・カメンカ出身[1]。
- ポジションはプロップ(PR)。
- 身長 182cm、体重 120kg
- モルドバ代表キャップは15(2021年9月現在）[2]。

## 略歴
エニセイSTM、オスプリーズを経て、2018年、カーディフ・ブルーズ(現・カーディフ・ラグビー)に加入。